# Trolldeg

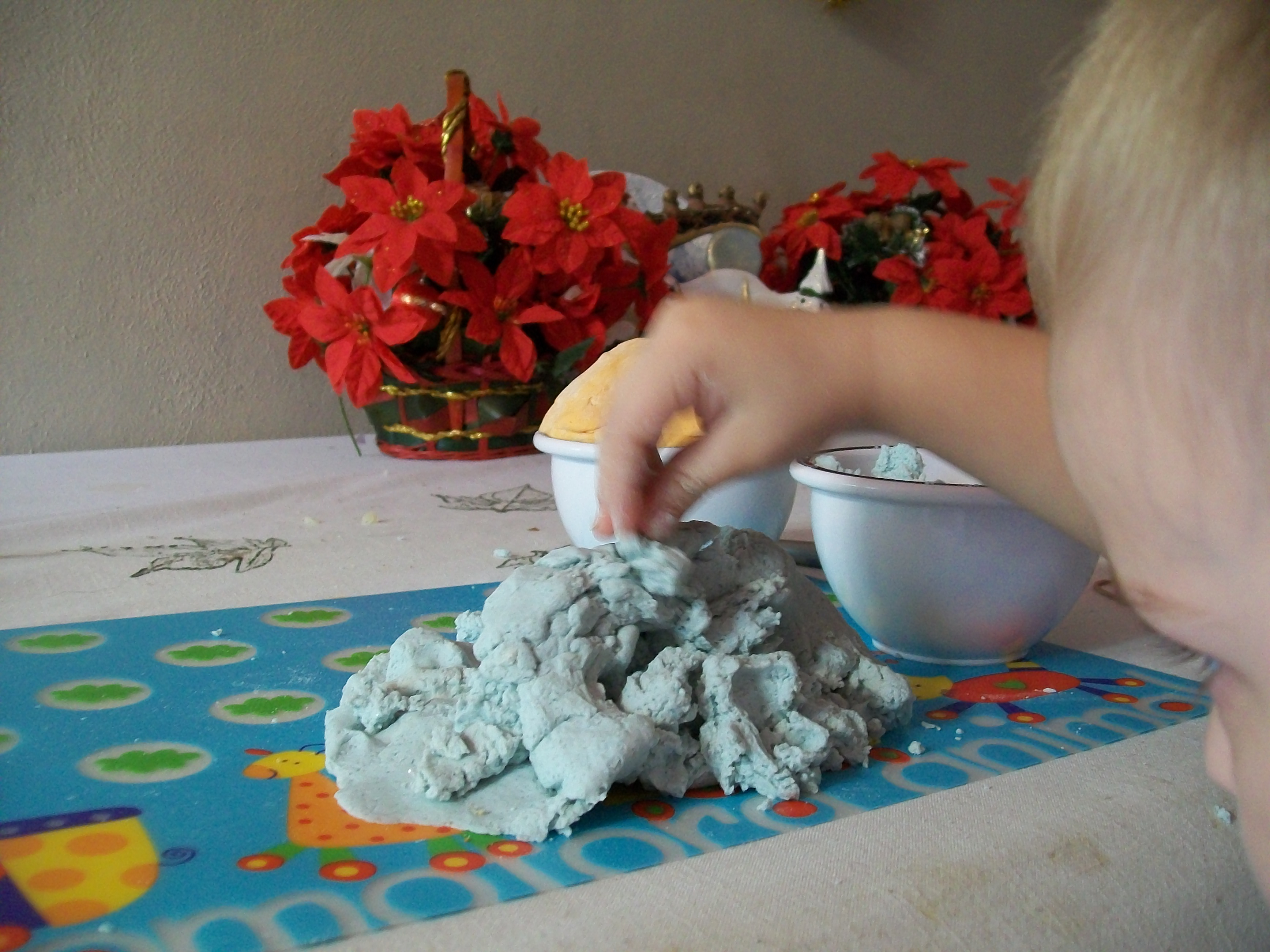
En pojke leker med färgad trolldeg.

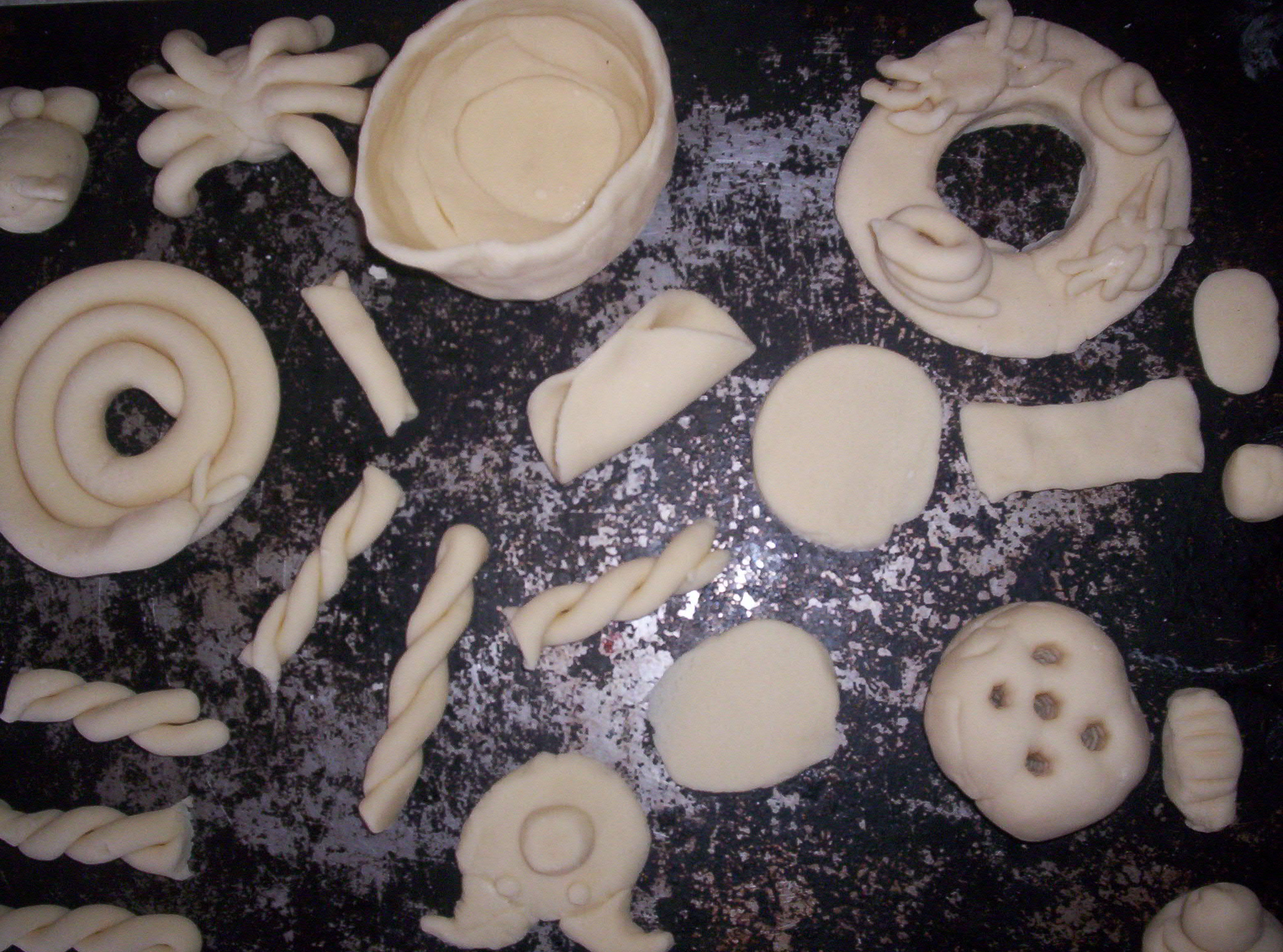
Formad trolldeg

Trolldeg är en sorts modellera som ofta används som leklera och skulpturmaterial av barn i förskolan och på fritiden. Den är inte giftig, men innehåller mycket salt, vilket gör den osmaklig och förhindrar att barnen äter upp degen.
Trolldeg består av vatten, salt och mjöl (normalt i proportionerna 1/1/2), och färgsätts ibland med karamellfärg eller andra livsmedelsfärgämnen. Efter att degen formats kan den torkas i ugn vid 80–100 °C i två timmar, och sedan eftertorkas i rumstemperatur i minst ett dygn.